# Robin Bell Dodson
Robin Bell Dodson, geb. Robin Hansen (* 30. Mai 1956 in Omaha) ist eine ehemalige US-amerikanische Poolbillard-Spielerin.

## Karriere
Im Alter von 12 Jahren fing sie an, Poolbillard zu lernen. Ein lokaler Pool-Spieler sah Robin üben und fragte, ob sie bei der kalifornischen Frauen-Staatsmeisterschaft mitspielen wolle. Mit 16 Jahren gewann sie den Titel bei den kalifornischen Frauen-Staatsmeisterschaften und erhielt einen Startplatz bei der US-Open-Championship, den sie nicht wahrnahm.
Zwischen 1972 und 1974 war sie kalifornische Frauenmeisterin im Poolbillard. Nach einer längeren Pause begann sie 1984 wieder Poolbillard zu spielen und konnte zwischen 1985 und 1991 27 Siege und Platzierungen bei Major-Turnieren erreichen, darunter die National Championships 1989 und die WPA 9-Ball World Championships 1990 und 1991. 2005 wurde sie in die BCA-Hall of Fame aufgenommen und 2009 dann in die WPBA-Hall of Fame.

## Privates
Dodson ist verheiratet und hat drei Söhne, unter anderem den Schauspieler Drake Bell.

## Erfolge
- 1972: California Women’s champion
- 1973: California Women’s champion
- 1974: California Women’s champion
- 1989: BCA National Championships
- 1990: WPA World 9-Ball Championships
- 1991: WPA World 9-Ball Championships

### Auszeichnungen
- 1991: Player of the Year
- 2005: BCA-Hall of Fame
- 2009: WPBA-Hall of Fame